# Фредрік Торстейнбю
Фредрік Торстейнбе (норв. Fredrik Torsteinbø, нар. 13 березня 1991, Ставангер, Норвегія) — норвезький футболіст, вінгер клубу «Вікінг».

## Ігрова кар'єра
Фредрік Торстейнбю починав грати у футбол у клубі Третього дивізіону «Відар». У 2011 році він підписав контракт з клубом «Саннес Ульф», з яким у тому ж сезоні виграв турнір Другого дивізіону. Наступний сезон Торстейнбю провів вже як гравець Тіппеліги.
Перед початком сезону 2014 року Торстейнбю, як вільний агент перейшов до шведського «Гаммарбю». З яким у першому сезоні виграв турнір Супереттан і наступні три сезони разом з клубом грав у турнірі Аллсвенскан.
У 2017 році Торстейнбю повернувся до рідного міста Ставангер і приєднався до місцевого клубу «Вікініг», у складі якого у 2019 році виграв національний кубок.

## Досягнення
Вікінг
 Переможець Кубка Норвегії: 2019